# Arbeitsgemeinschaft der SPD für Akzeptanz und Gleichstellung
Die Arbeitsgemeinschaft der SPD für Akzeptanz und Gleichstellung kurz SPDqueer (ehemals: Arbeitsgemeinschaft der Lesben und Schwulen in der SPD, kurz: Schwusos) ist die Organisation der sozialdemokratisch orientierten LGBTI, die sich innerhalb der SPD organisiert haben. Die Organisation wurde 1978 als Arbeitskreis gegründet und hat heute 14 Landesverbände und zwei Bezirksverbände. Seit dem Bundesparteitag der SPD 2011 wurden die Schwusos von einem Arbeitskreis zu einer Arbeitsgemeinschaft in der SPD aufgewertet.
Sie sind die älteste LSBTI-Organisation (Lesben, Schwule, Bisexuelle, Trans- und Intersexuelle) einer Partei in der Bundesrepublik Deutschland.
Auf der Bundeskonferenz der SPDqueer am 30. September 2023 wurden Carola Ebhardt und Oliver Strotzer erneut als Co-Bundesvorsitzende der Arbeitsgemeinschaft gewählt. Dem Bundesvorstand gehören außerdem 10 stellvertretende Vorsitzende an.

## Geschichte

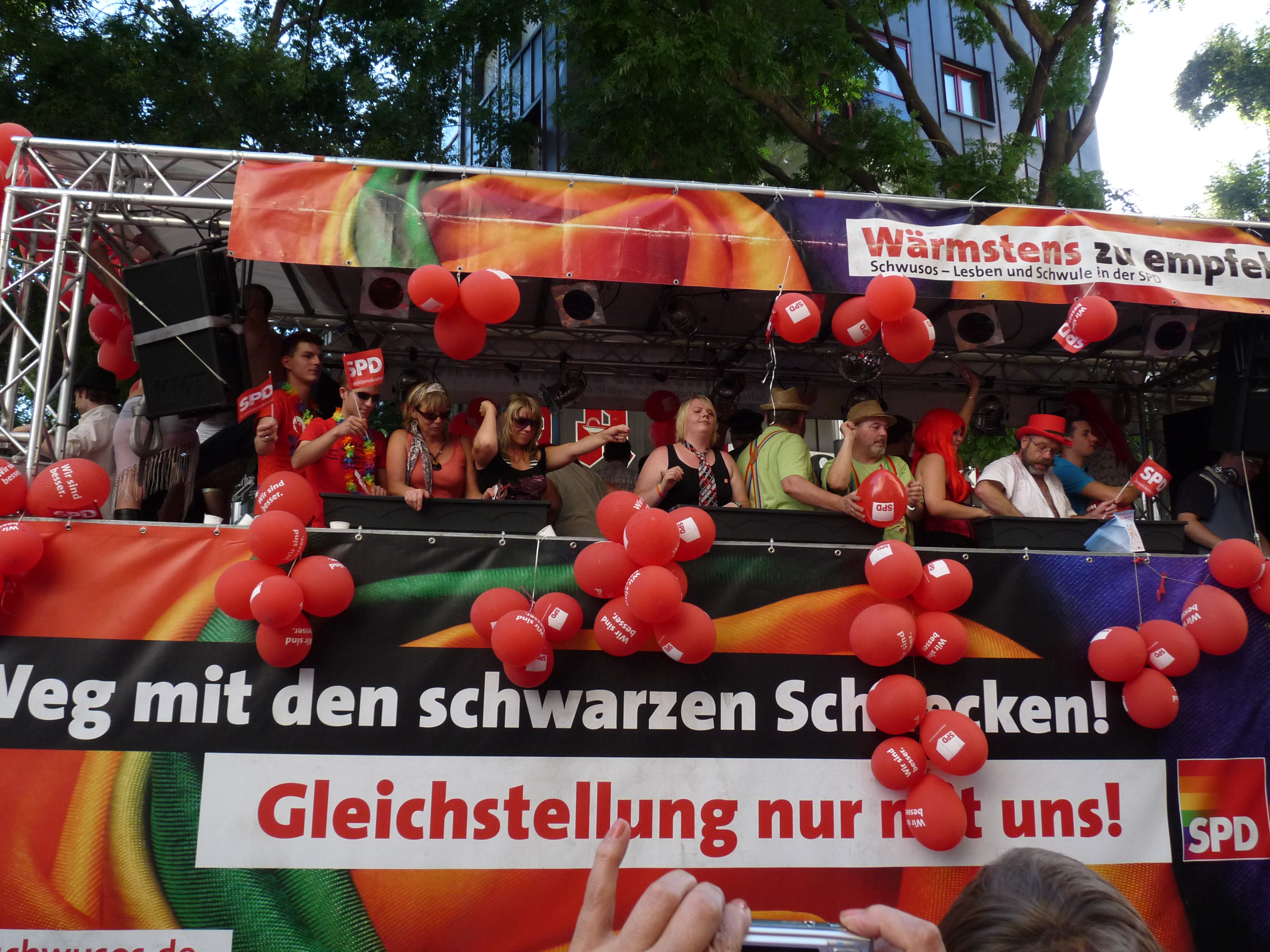
Schwusos an der Gay Pride in Stuttgart 2009

Mitdemonstrierende von SPDqueer unter dem Motto „Stadt – Land – Bunt“ auf dem CSD in Bayreuth (2022)

War in den Anfangsjahren für die Schwusos noch das primäre Ziel die Abschaffung des § 175 StGB, des so genannten Schwulenparagraphen, so setzten sie sich danach unter anderem für die Gleichbehandlung der Lebenspartnerschaft mit der in Deutschland bislang ausschließlich heterosexuellen Ehe (z. B. im Steuerrecht) ein. Sie forderten darüber hinaus gemeinsam mit der SPD-Bundespartei die „Öffnung“ der Ehe für homosexuelle Paare, die im Sommer 2017 politisch in Deutschland erreicht wurde. Weitere Ziele der Schwusos sind ein besonderes Asylrecht für verfolgte Lesben und Schwule, ein gemeinsames Adoptionsrecht für schwule und lesbische („gleichgeschlechtliche“) Partnerschaften, das im Sommer 2017 politisch erreicht wurde, sowie die Ergänzung des Artikel 3 Grundgesetz um einen Antidiskriminierungszusatz zur sexuellen Identität, einen nationalen Aktionsplan gegen Homo- und Transphobie aufzustellen und eine bundesweite Vernetzung von lokalen Aufklärungsinitiativen an Schulen zu unterstützen.
Die Schwusos setzten sich für die Errichtung eines Mahnmals für die homosexuellen Opfer des Nationalsozialismus ein, sowie für die Einrichtung einer Stiftung zur Forschung über Homosexualität aus politikwissenschaftlicher, soziologischer und historischer Perspektive. Die Schwusos unterstützen zudem die Initiative artikeldrei des LSVD, die sich der Ergänzung des dritten Artikels des Grundgesetzes zum Ziel gesetzt hat.
Am 4. Dezember 2011 wurden die Schwusos auf dem Parteitag der SPD in Berlin mit drei Stimmen Mehrheit zur Arbeitsgemeinschaft aufgewertet. Dies machte eine Neugründung notwendig, die Anfang Oktober 2012 in Leipzig stattfand. Der langjährige Vorsitzende des Arbeitskreises Ansgar Dittmar wurde wiedergewählt.
Im Oktober 2016 wurde Petra Nowacki als Nachfolgerin von Ansgar Dittmar zur neuen Vorsitzenden gewählt.
Der Name der Arbeitsgemeinschaft wurde in „SPDqueer – Arbeitsgemeinschaft für Akzeptanz und Gleichstellung“ geändert. Die Delegierten beschlossen diesen Namen mehrheitlich auf ihrer Bundeskonferenz 2016 in Schwerin, der Parteivorstand stimmte im Dezember 2016 dieser Namensänderung zu. Über eine Umbenennung wurde im Vorfeld kontrovers diskutiert. Der bisherige Kurzname „Schwusos“ war als ausgrenzend gegenüber Lesben und „Trans*“ kritisiert worden.

### Ehemalige Bundesvorsitzende
|                                                                      | Zeitraum                    |
| -------------------------------------------------------------------- | --------------------------- |
| Elia Scaramuzza und Carola Ebhardt (als kommissarische Doppelspitze) | Oktober 2019 – Mai 2021     |
| Petra Nowacki                                                        | Oktober 2016 – Oktober 2019 |
| Ansgar Dittmar                                                       | Oktober 2012 – Oktober 2016 |

## Landesverbände / Bezirksverbände
| Landesverband / Bezirksverband  | Vorsitzende                                        |
| ------------------------------- | -------------------------------------------------- |
| SPDqueer Baden-Württemberg      | Christian Gaus                                     |
| SPDqueer Bayern                 | Markus Aicher                                      |
| SPDqueer Berlin                 | Mehmed König                                       |
| SPDqueer Brandenburg            | Ria Cybill Geyer und Dirk Lamm                     |
| SPDqueer Braunschweig           | Julia Marx                                         |
| SPDqueer Bremen                 | Nicoletta Witt und Dieter Fricke                   |
| SPDqueer Hamburg                | Annkathrin Kammeyer und Timo Hackemann             |
| SPDqueer Hannover               | Florian Kusche und Nicole Meckoni                  |
| SPDqueer Hessen-Nord            | Florian Schneider                                  |
| SPDqueer Hessen-Süd             | Amilio Ludwig-Dinkel                               |
| SPDqueer Mecklenburg-Vorpommern | Felix Scharge                                      |
| SPDqueer Nordrhein-Westfalen    | Hannah Huesmann Trulsen (kommissarisch)            |
| SPDqueer Rheinland-Pfalz        | Joachim Schulte                                    |
| SPDqueer Saar                   | Melanie Schug und Vincenzo Truglio                 |
| SPDqueer Sachsen                | Oliver Strotzer                                    |
| SPDqueer Sachsen-Anhalt         | Katja Schulz                                       |
| SPDqueer Schleswig-Holstein     | Maik Grill                                         |
| SPDqueer Thüringen              | Franz Ellenberger, Mana Klötzer und Vincent Sipeer |
| SPDqueer Weser Ems              | Janina Furchert                                    |